# Kugelausstecher

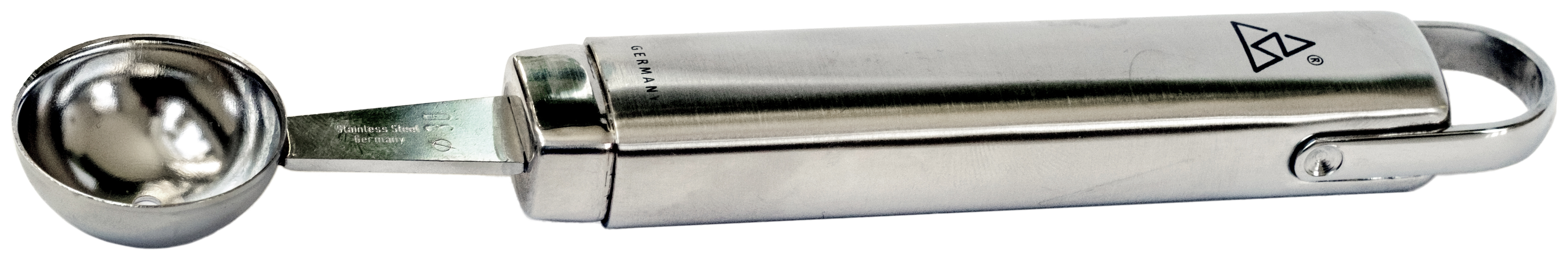
Kugelausstecher aus Edelstahl

Ein Kugelausstecher (englisch Melon baller) ist ein löffelartiges Spezialmesser, das aus einer hohlen Halbkugel an einem kurzen Griff besteht. Im Handel ist er in verschiedenen Ausformungen und Materialien erhältlich. Er besteht in der Regel aus Metall bzw. Edelstahl, wobei der Griff teils auch aus Kunststoff oder Holz hergestellt wird. Der Rand der Halbkugel ist zumeist scharfkantig ausgebildet und fungiert als Klinge. Die Halbkugel hat meistens etwa zwei Zentimeter im Durchmesser und ist in der Mitte mit einem kleinen Loch versehen, das zum besseren Entnehmen des Schnittgutes dient. Es gibt auch Modelle mit zwei verschieden großen Halbkugeln an den beiden Enden; sowie „Kombigeräte“, bei denen eine Kugelausstecher-Halbkugel mit anderen Garnierungs-Werkzeugteilen bzw. -Klingen kombiniert ist.
Zumeist wird damit Obst in Kugelform ausgeschnitten, wie z. B. aus Melonen. Die so hergestellten Fruchtkugeln dienen oft der Dekoration.
Außerdem wird der Kugelausstecher, der früher meist als Pariser Ausstecher (auch Pariser Messer; französisch Cuillère parisienne) bezeichnet wurde, in der klassischen Französischen Küche bei der Zubereitung von Gemüse à la parisienne (auch Parisienne) verwendet und dient zum Ausstechen von nussförmigen Kugeln aus Gemüse, wie z. B. aus Kartoffeln für die Zubereitung von Pariser Kartoffeln (pommes parisienne).
Darüber hinaus wird der Kugelausstecher auch bei der Herstellung von dekorativen Butterkugeln eingesetzt, z. B. für Buffets.